# Jean-Philippe Baril Guérard
Pour les articles homonymes, voir Baril (homonymie) et Guérard.
Jean-Philippe Baril Guérard, né en 1988 à Plessisville (Québec), est un romancier, dramaturge, acteur et metteur en scène canadien.

## Biographie
Il reçoit sa formation d'acteur à l’École de théâtre du cégep de Saint-Hyacinthe, où il est diplômé en 2009.
Au théâtre, il écrit et joue à l'Espace 4001 Le Damné de Lachine et autres contes crades (2009), une version remaniée et augmentée de Quatre contes crades, spectacle qui avait remporté en 2009 le Prix Juste Pour Rire pour la meilleure comédie francophone au Fringe 2009 et qui remporte le prix Vue sur la Relève 2010, catégorie conte,. Baiseries (2007) et Warwick (2013), œuvres qui s'intéressent « à la violence verbale et au sort des soldats canadiens après la guerre ». En décembre 2014, il écrit et met en scène Tranche-cul, production présentée à Espace Libre. Il joue également au Théâtre du Nouveau Monde le rôle d'Horace dans L'École des femmes de Molière, mise en scène de Yves Desgagnés, en 2011 et l'un des cadets de Gascogne dans Cyrano de Bergerac d'Edmond Rostand, mise en scène de Serge Denoncourt, en 2014.
À la télévision, il joue en 2011 dans un épisode de la série Trauma et en 2016 dans un épisode de Mon ex à moi. Au cinéma, il apparaît en 2014 dans Mommy de Xavier Dolan.
En 2011, il publie avec Sarah Berthiaume, Simon Boulerice et Mathieu Handfield le roman Les Cicatrisés de Saint-Sauvignac : histoires de glissades d’eau, qui sera réédité en 2016.
En juillet 2012, il écrit et met en scène Ménageries, un spectacle présenté à la Balustrade du Monument-National dans le cadre du Zoofest. Il en tire ensuite un recueil de contes illustrés, qui sont autant de nouvelles sur le rapport à la sexualité en société.
Il signe en 2014 Sports et Divertissements, un premier roman inspiré par le cycle de pièce pour piano éponyme d'Érik Satie. L'œuvre est traduite en anglais sous le titre Sports and Pastimes en 2017.
En 2016, il participe au Festival du Jamais Lu, où il présente son texte Sur la destination des espèces, texte qui deviendra plus tard Vous êtes animal, produit en 2023. La même année, il publie son roman Royal, qui sera lauréat du Prix littéraire des collégiens 2018.
En mai 2017, il écrit et met en scène La singularité est proche, pièce de théâtre inspirée par l'essai éponyme de Ray Kurzweil, dans une production présentée à Espace libre.
En 2018, il publie son roman Manuel de la vie sauvage.
En 2019, il signe sa première série de fiction, Faux Départs, qui est diffusée sur ICI TOU.TV depuis le 9 octobre 2019.
En 2021, il publie le roman Haute Démolition. La même année, son roman Manuel de la vie sauvage est adapté au théâtre par la compagnie Duceppe, dans une mise en scène de Jean-Simon Traversy.
En 2022, il adapte pour la télévision son roman Manuel de la vie sauvage, produit par KOTV et diffusé sur Séries Plus.
En janvier 2023, il présente sa pièce Vous êtes animal au Théâtre de Quat'Sous, à Montréal, dans une production du théâtre PàP et une mise en scène de Patrice Dubois. En mars de la même année, l'adaptation de son roman Haute démolition, qu'il a scénarisée, est diffusée sur Séries Plus.
Une adaptation de son roman Royal est présentée au Théâtre Duceppe du 10 avril au 11 mai 2024. L'auteur affirme qu'il rend l'histoire plus brutale. Il s'enchante à pouvoir mettre un visuel sur son oeuvre. La pièce est interprétée par des étudiants finissants du Conservatoire d'art dramatique de Montréal. Le metteur en scène est Jean-Simon Traversy, ayant également collaboré sur l'adaptation du roman Manuel de la vie sauvage.

## Œuvres

### Romans
- Les Cicatrisés de Saint-Sauvignac : Histoires de glissades d'eau, Montréal, Éditions de Ta Mère, 30 novembre 2011, 161 p. (ISBN 9782923553122) Roman collectif écrit en collaboration avec Sarah Berthiaume, Simon Boulerice et Mathieu HandfieldRéédité en 2016
- Sports et Divertissements, Montréal, Éditions de Ta Mère, 10 novembre 2014, 246 p. (ISBN 9782923553696) Traduit en anglais sous le titre Sports and Pastimes par Aimee Wall, Toronto, Bookthug, 2017
- Royal, Montréal, Éditions de Ta Mère, octobre 2016, 287 p. (ISBN 9782924670033)
- Manuel de la vie sauvage, Éditions de Ta Mère, 10 octobre 2018, 320 p. (ISBN 9782924670422) Finaliste pour le Prix des libraires du Québec 2019[13]Traduit en espagnol sous le titre Manuel de la vida salvaje par Luisa Lucuix, Madrid, Barett Editorial, 2021
- Haute démolition, Montréal, Éditions de Ta Mère, 17 mai 2021, 357 p. (ISBN 9782924670972)

### Recueils de nouvelles
- Ménageries : Histoires d'animaux  (ill. Benoit Tardif), Montréal, Éditions de Ta Mère, 10 juillet 2012, 93 p. (ISBN 9782923553146)[14],[15]
- Maison des jeunes  (recueil collectif), Montréal, Éditions de Ta Mère, septembre 2013, 252 p. (ISBN 9782923553603)
- Des nouvelles de Ta Mère  (recueil collectif), Montréal, Éditions de Ta Mère, 5 octobre 2015, 144 p. (ISBN 9782923553856)

### Théâtre
- Baiseries, Québec, Réseau intercollégial des activités socioculturelles du Québec (RIASQ), 2007, 169 p. (OCLC 938025130)
- Le Damné de Lachine et autres contes crades, 2009
- Maskontes, 2011
- Warwick, 2013
- Tranche-cul, Montréal, Dramaturges éditeurs, 24 novembre 2014 (ISBN 9782896370771)[16]
- La singularité est proche, Montréal, Éditions de Ta Mère, 26 février 2018, 135 p. (ISBN 9782924670200)
- Vous êtes animal, 2023[17]

### Télévision
- Manuel de la vie sauvage, 2022
- Haute démolition, 2023

### Web-série
- Faux Départs, 2019

## Honneurs
- Lauréat du Prix de L'Égrégore 2006-2007 pour Baiseries[18]
- Lauréat du Prix littéraire des collégiens 2018 pour Royal [7]